# 兰陵王入阵曲

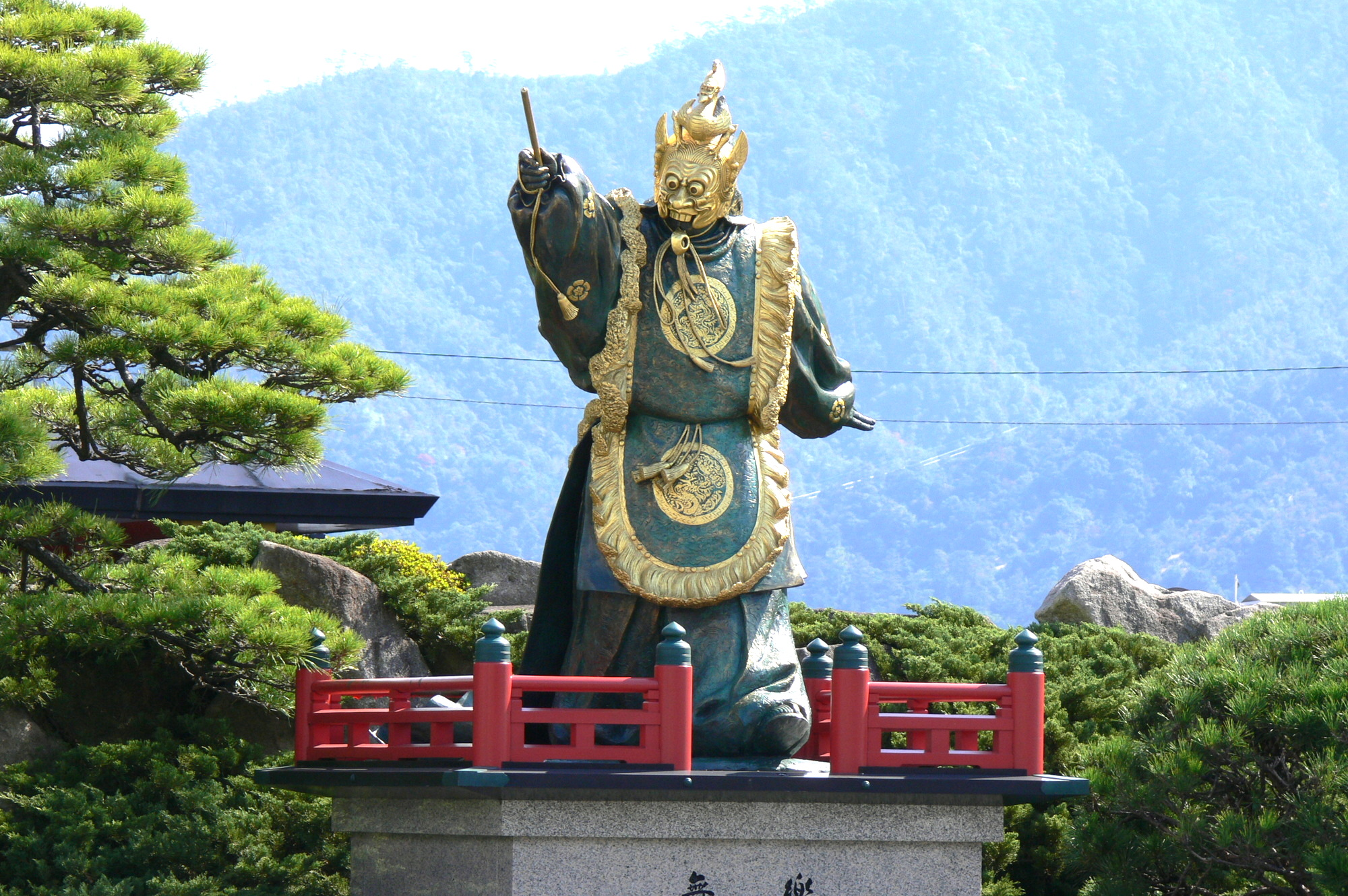
宫岛神社的舞乐兰陵王

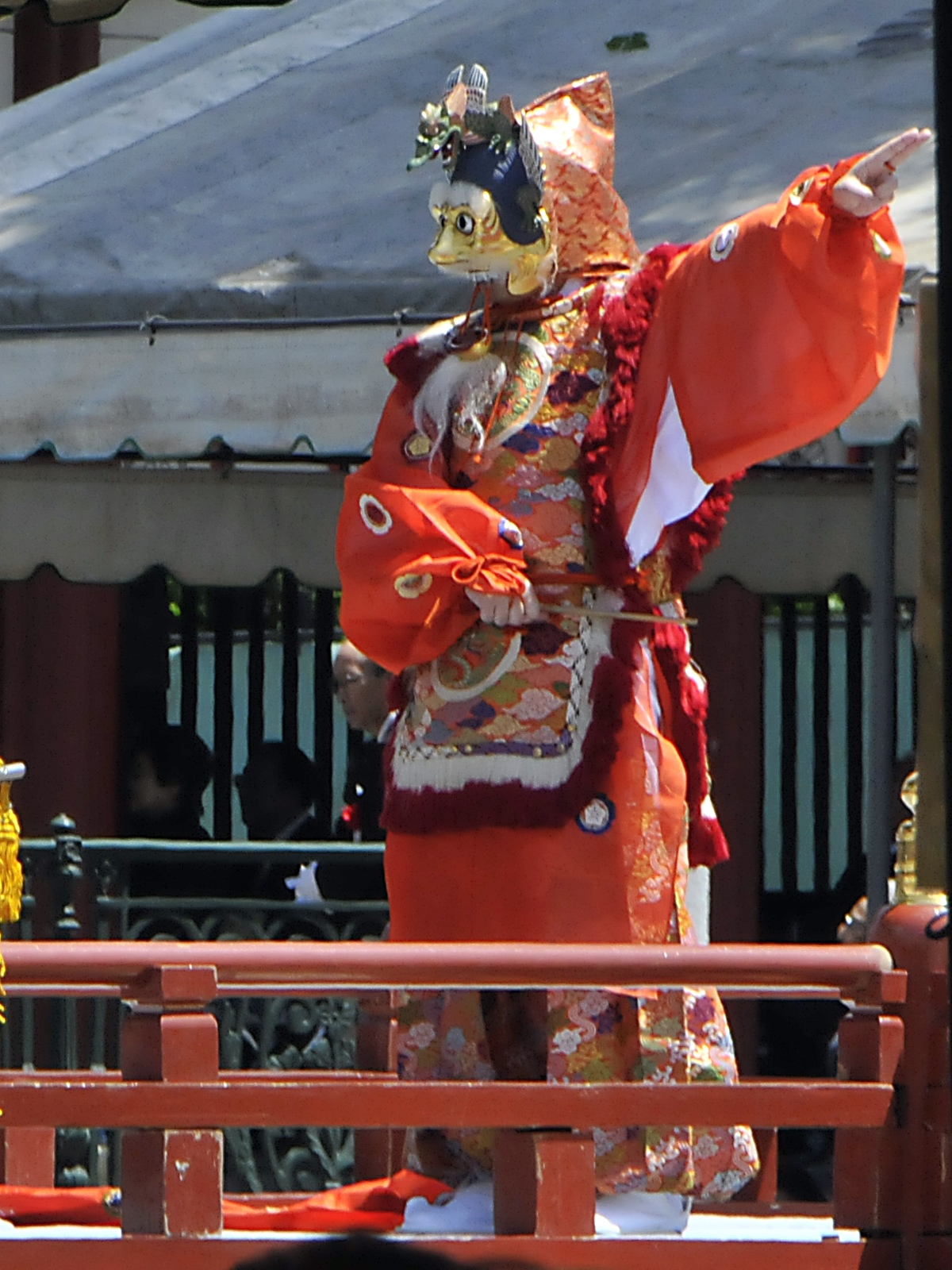
北海道護国神社祭奉納舞樂「陵王」

《兰陵王入阵曲》是中国戏剧史上举足轻重的“大面（代面）”戏的源头之一，是中国史籍记载最早的戏剧，此曲在中國曾失傳千餘年，在日本保存。传说此曲可以追溯到南北朝时期的舞乐，一度在唐代初广为流传，于后世与著名的《秦王破阵曲》并称。《兰陵王入阵曲》 起源于北齐，是为歌颂兰陵武王高長恭的战功和美德而作的男子独舞。

## 起源
兰陵王即北齐大将高長恭，曾被封为兰陵郡王，世称兰陵武王。兰陵王有着成为传奇所需要的一切，相传他是古代难得的美男子，长相俊美动人但却骁勇善战。为了在战场上能够威慑敌人，便带上凶恶面具上阵杀敌。公元564年，北齐与北周洛阳之战，北齐被围，段韶、斛律光與高長恭奉命前往救援。高长恭率领500骑兵迎战北周10万大军，衝入北周阵中到达齐军被困的金鏞城（現今河南洛陽東北故城）城下。当时北齐士兵不确定这戴面具的将军是敌方或是我方，于是高长恭在城下将面具脱下。之后高长恭成功替齐军解围，北周军队撤退回营。此次战役成为高长恭一生最受瞩目的战役。战士们因此敬佩歌颂兰陵王，作《兰陵王入阵曲》。

## 歌詞
我等胡兒，吐氣如電。我採頂雷，踏石如泥。右得士力，左得鞭廻。日光西沒，東西若月。舞樂打去，錄錄長曲。——教訓抄

## 特点
手持短棒的“兰陵王”头戴怪兽面具，身穿刺绣红袍，腰繫透雕金带，在类似中国古典乐器的齐鼓、羯鼓、钲、筚篥、笙的伴奏下，缓缓地移步，整个乐舞显得荒凉、缓慢和沉幽。词曲格式固定：着假面指挥击刺的男子独舞，曲调悲壮浑厚，再现了战场上的壮烈场面和激越情感。